# Ádám Borbély
Ádám Borbély, né le 22 juin 1995 à Debrecen, est un handballeur hongrois qui évolue au poste de gardien de but.